# Брандон (Міссісіпі)
Брандон (англ. Brandon) — місто (англ. city) в США, в окрузі Ренкін штату Міссісіпі. Населення — 25 138 осіб (2020).

## Географія
Брандон розташований за координатами 32°16′41″ пн. ш. 89°59′28″ зх. д. / 32.27806° пн. ш. 89.99111° зх. д. (32.278026, -89.991146).  За даними Бюро перепису населення США в 2010 році місто мало площу 67,35 км², з яких 67,11 км² — суходіл та 0,24 км² — водойми.

## Демографія
Згідно з переписом 2010 року, у місті мешкало 21 705 осіб у 8427 домогосподарствах у складі 6138 родин. Густота населення становила 322 особи/км².  Було 8943 помешкання (133/км²).
Расовий склад населення:
| - 80,6 % — білих - 16,9 % — чорних або афроамериканців - 1,0 % — азіатів - 0,2 % — корінних американців - 0,1 % — вихідців з тихоокеанських островів |

До двох чи більше рас належало 0,8 %. Частка іспаномовних становила 1,6 % від усіх жителів.
За віковим діапазоном населення розподілялося таким чином: 26,1 % — особи молодші 18 років, 59,7 % — особи у віці 18—64 років, 14,2 % — особи у віці 65 років та старші. Медіана віку мешканця становила 37,8 року. На 100 осіб жіночої статі у місті припадало 86,3 чоловіків;  на 100 жінок у віці від 18 років та старших — 82,0 чоловіків також старших 18 років.
Середній дохід на одне домашнє господарство  становив 89 526 доларів США (медіана — 71 944), а середній дохід на одну сім'ю — 101 093 долари (медіана — 83 478). Медіана доходів становила 60 377 доларів для чоловіків та 43 241 долар для жінок. За межею бідності перебувало 7,0 % осіб, у тому числі 8,7 % дітей у віці до 18 років та 2,8 % осіб у віці 65 років та старших.
Цивільне працевлаштоване населення становило 10 855 осіб. Основні галузі зайнятості: освіта, охорона здоров'я та соціальна допомога — 27,4 %, виробництво — 11,4 %, фінанси, страхування та нерухомість — 10,5 %.